# Ślicznotki w kąpieli
Ślicznotki w kąpieli (ang. Bathing Beauty) – amerykańska komedia muzyczna z 1944 roku.

## Treść
Kompozytor Steve Elliott ma poślubić Caroline Brooks, instruktorkę pływania w żeńskim college’u. Po ślubie oboje planują porzucić swoje dotychczasowe zajęcia. Jednak producent Steve’a, George nie chce dopuścić do zakończenia kariery przez Steve’a. Knując intrygę wynajmuje młodą aktorkę, żeby ta udawała jego żonę i matkę jego dzieci. Wściekła Caroline zrywa zaręczyny ze Steve’em i wraca do swej poprzedniej pracy. Zdeterminowany Steve postanawia walczyć o jej uczucie.

## Obsada
- Red Skelton – Steve Elliot
- Esther Williams – Caroline Brooks
- Basil Rathbone – George Adams
- Janis Paige – Janis
- Bunny Waters – Bunny
- Margaret Dumont – Pani Allenwood
- Ann Codee – Panna Zarka
- Francis Pierlot – Prof. Hendricks
- Jacqueline Dalya – Maria Dorango